# Ausschreibungsportal
Als ein Ausschreibungsportal wird u. a. eine Internetseite zur Ausschreibung von Aufträgen bzw. zur Recherche nach Ausschreibungen bezeichnet.
Diese Internetpräsenzen, oder ähnliche Medien sind normalerweise für die Allgemeinheit zugänglich, man unterscheidet zwischen regionalen, nationalen und internationalen Ausschreibungsportalen.
Ausschreibungsportale sollen potentiellen Auftraggebern eine Möglichkeit bieten, Aufträge – etwa aus dem Bereich des Handwerks oder des Baugewerbes – online auszuschreiben und somit gegebenenfalls einen größeren Bieterkreis (ausführende Betriebe) zu erreichen. Jedes Jahr werden alleine in Deutschland öffentliche Aufträge mit einem Volumen im dreistelligen Milliardenbereich vergeben. Ferner soll mit der Nutzung eines Ausschreibungsportals der Zeitaufwand für die möglichen Auftraggeber reduziert und der Vergleich von Preisen, Leistungen und Services erleichtert werden. Bei freien Kapazitäten und Interesse am möglichen Auftrag können die entsprechenden Betriebe ein Angebot erstellen.
Es existieren Ausschreibungsportale, die einen Großteil der gängigen Auftragsausschreibungen abdecken, sowie Ausschreibungsportale, die sich auf einen und/oder mehrere Fachbereiche aus Industrie, Handwerk, Handel, sonstige Dienstleistungen, oder Bauleistungen spezialisiert haben, zum Beispiel auf Elektroausschreibungen, die Teilbereiche wie den Maschinen- und Anlagenbau sowie die Elektrotechnik (Elektroinstallationen, Elektroprüfungen, Projektierungen, Konzepte usw.) umfassen. Ausschreibungsportale sichten je nach Konzept verschiedene Quellen von öffentlichen Ausschreibungen in ganz Deutschland, oder darüber hinaus und stellen diese für die Betriebe zur Verfügung.
Um bei einigen Ausschreibungsplattformen über elektronischem Wege teilnehmen zu können, muss der Bieter sich auf der Ausschreibungsplattform registrieren sowie ein Bieter-Cockpit herunterladen. Als Beispiel: Die Vergabe Plattform von der Fraunhofer-Gesellschaft über das AI-Bieter-Cockpit von der Administration Intelligence AG.
Ferner gibt es Anbieter am Markt, die auch Aufträge aus der Privatwirtschaft (Unternehmen und Privatpersonen) Ihren registrierten Firmen zur Angebotserstellung zur Verfügung stellen.
Betriebe, deren Angebote dem potentiellen Auftraggeber zugänglich gemacht werden, haben die Möglichkeit, über die Portale Aufträge zu generieren und neue Kunden zu gewinnen.
Für die Deckelung der anfallenden Kosten, beziehungsweise zur Generierung von Gewinn für die Betreiber der Ausschreibungsportale gibt es unterschiedliche Modelle. Zum einen können sich Dienstleister (mögliche Auftragnehmer) für eine monatliche Gebühr registrieren, um ihre Gebote für eingestellte Aufträge abgeben zu können. Zum anderen können Dienstleister (mögliche Auftragnehmer) Ausschreibungsportale, die bei einem erhaltenen Auftrag eine Gebühr erheben, ohne laufende Kosten nutzen.